# 潘朗聰
潘朗聰（1998年7月20日—），香港民主派人士，前新民主同盟成員，前香港荃灣區議會綠楊選區議員，曾是香港歷史上最年輕的區議員。

## 參選區議會

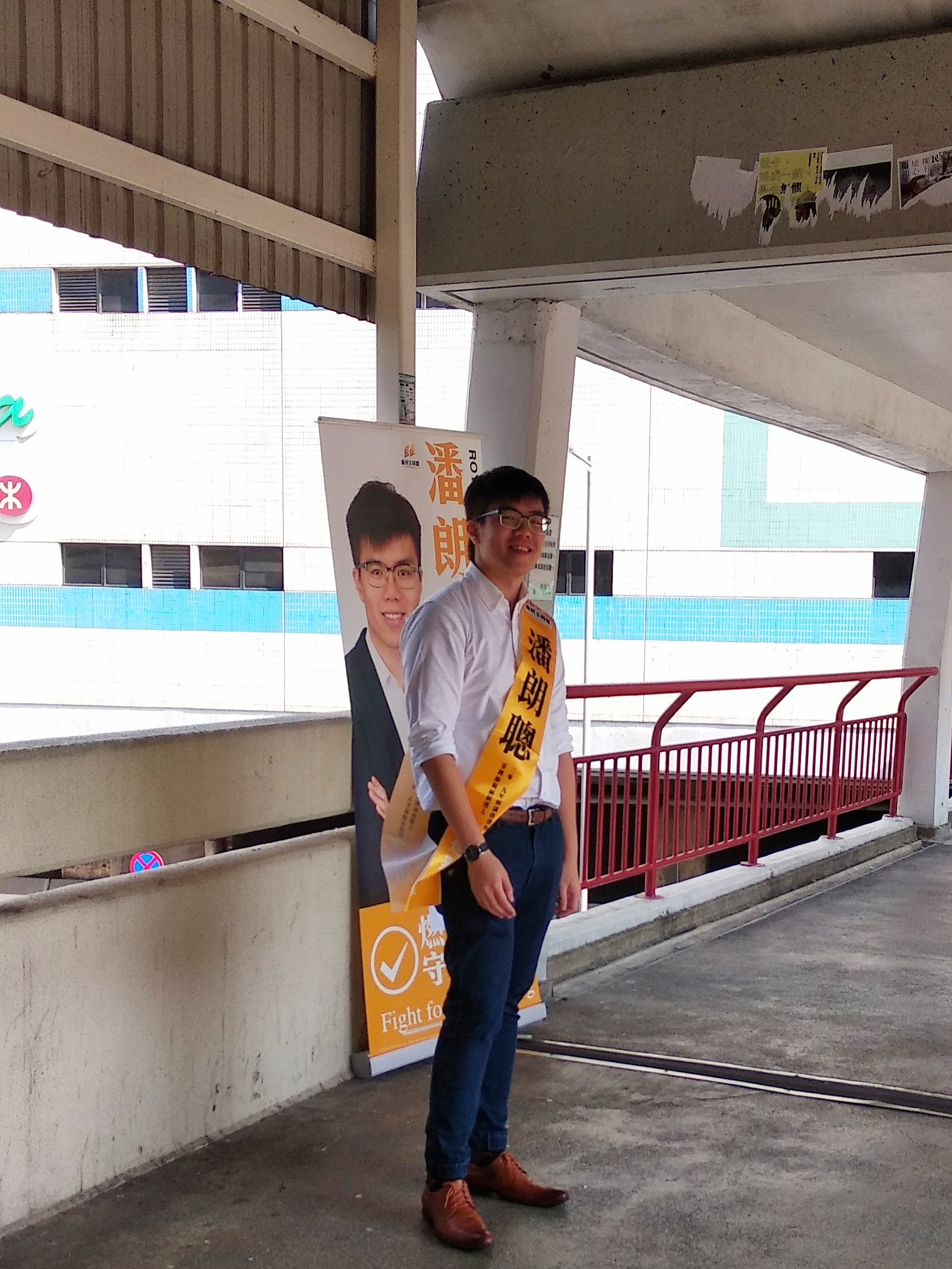
潘朗聰正進行選舉宣傳

2019年香港區議會選舉中，剛滿21歲、作為新民主同盟綠楊區社區主任兼香港城市大學學生的潘朗聰挑戰在荃灣區議會綠楊選區再度爭取連任的林發耿，結果潘朗聰以800多票之差擊敗林發耿，成為香港歷史上最年輕的區議員。
| 政党   | 政党         | 候选人    | 票数  | %     | ±      |
| ------ | ------------ | --------- | ----- | ----- | ------ |
|        | 新民主同盟   | ①. 潘朗聰 | 3,677 | 56.68 | 不適用 |
|        | 新界社團聯會 | ②. 林發耿 | 2,810 | 43.32 | -9.83  |
| 多数票 | 多数票       | 多数票    | 867   | 13.37 | 不適用 |

## 上任後
自上任後3個月，潘一直未能成功接手邨內的議辦，只能暫借用距離綠楊新邨有一段步程，昌寧商場內一個百餘呎的地下舖位。屋苑業主委員會又拒絕租出議員辦公室，又禁止他於大廈範圍向居民派發防疫物資及單張。有居民向業主委員會主席兼落選區議員林發耿對質，林反而要求以新同盟是「激進派」為由，要求潘先退黨。
潘指，歷屆區議會選舉後，租用議辦的手續在一週內已能完成。每次希望把工作報告及活動宣傳海報張貼於各座大堂，或把抗疫單張放入每戶信箱時，每每會被管理處以「必須以業委會的名義申請」為由阻止。但過往林發耿曾夥拍立法會議員何君堯舉行法律講座，該活動未有以業委名義申請，相關單張亦可張貼於大堂，質疑管理處處事手法欠公允，存心打壓。
2021年7月8日，潘朗聰辭任區議員。

## 外部連結
- 潘朗聰的Facebook專頁

| 議會席位      | 議會席位                                              | 議會席位              |
| ------------- | ----------------------------------------------------- | --------------------- |
| 前任： 林發耿 | 荃灣區議會 綠楊選區區議員 2020年1月1日 — 2021年7月7日 | 繼任： 末任(選區取消) |